# Veniamin Mitchourine
Veniamin Mitchourine est un judoka paralympiques russe.
En 1992, représentant de l'Équipe unifiée aux Jeux olympiques, il a remporté la médaille d'argent des 60 kg. En 1996, représentant la Russie, il a remporté la médaille de bronze dans la même épreuve. En 2000, il a remporté une autre médaille d'argent.